# 懷特希爾 (伊利諾伊州)
懷特希爾（英語：White Hill）是位於美國伊利諾伊州約翰遜縣的一個非建制地區。該地的面積和人口皆未知。

## 地理
懷特希爾的座標為37°19′09″N 89°01′17″W / 37.31917°N 89.02139°W，而該地的平均海拔高度為104米（即341英尺）。